# ال رومانی
ال رومانی (به اسپانیایی: El Romaní) یک منطقهٔ مسکونی در اسپانیا است که در Sollana واقع شده‌است. ال رومانی ۲۸۶ نفر جمعیت دارد و ۵ متر بالاتر از سطح دریا واقع شده‌است.